# سیارک ۱۲۵۰۰
سیارک ۱۲۵۰۰ (به انگلیسی: 12500 Desngai، نامگذاری:1998FB49) دوازده هزار و پانصدمین سیارک کشف شده‌است که در ۲۰ مارس ۱۹۹۸ کشف شد.
قدر مطلق سیارک برابر ۱۴.۱ است.